# Rheinkultur

Le festival Rheinkultur (littéralement: culture rhénane) est un festival de musique qui se déroule depuis sa première édition en 1983 chaque année au début de l'été à Bonn, à côté du Rhin en Allemagne. Ce festival est soutenu par la ville de Bonn et attire des spectateurs de tout le pays et même des pays voisins vu que l'entrée au festival est gratuite et vu que les styles et groupes qui y sont présents sont très divers. Le festival dure seulement un samedi et commence à midi pour durer jusqu'à environ minuit. Le festival a récemment attiré jusqu'à 200 000 spectateurs lors des dernières éditions avec un record en 2007.

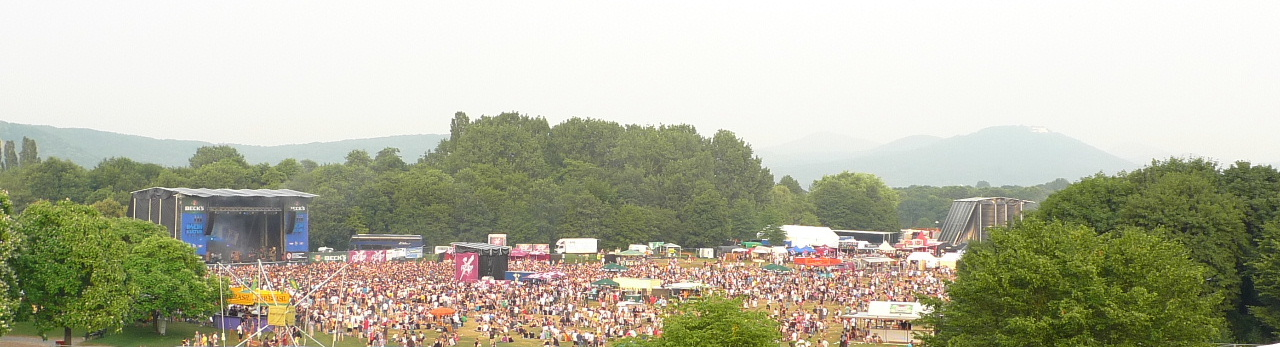
Edition 2010

## Les différentes scènes et styles de musique
Durant les dernières éditions, jusqu'à cinq scènes différentes ont été établies pour le festival. La scène principale, appelée la scène bleue, met en vedette des artistes et musiciens de la musique pop et rock. La deuxième scène principale, appelée la scène rouge, met en vedette des groupes appartenant à la scène alternative et punk. Une plus petite scène, la scène verte, est consacrée aux petits groupes régionaux surtout avec des styles différents, mais surtout des groupes acoustiques ou des groupes employant principalement des guitares. La quatrième petite scène, appelée la Mixery Raw Deluxe Stage, est consacrée à la musique hip-hop et rap. Une dernière scène, le Tanzberg (littéralement en allemand : montagne de danse), est consacrée à la musique électronique et aux DJ.

## Groupes connus ayant participé au festival
Outre plusieurs groupes locaux allemands qui ont pu devenir plus connus grâce au festival, il y a aussi souvent des groupes très connus qui ont accepté de participer à ce festival alternatif. Il faut ici mentionner le groupe pop Trio Rio qui était un premier groupe connu présent au festival lors de l'édition de l'année 1986. Le groupe de rock Vamp se présente en 1987 et est tellement acclamé qu'il reçoit un contrat avec le label de Warner Bros. après le festival. En 1994, l'émission allemande pour enfants, la fameuse Sendung mit der Maus se présente et donne un spectacle spécial distinct des 35 autres groupes. Le fameux groupe allemand Extrabreit participe au festival en 1998 et une année plus tard, le festival attire pour la première fois des vedettes internationales avec la Bloodhound Gang et Tito & Tarantula. À partir du nouveau millénaire, les invités deviennent de plus en plus connus et spectaculaires. En 2003 se présentent les Sportfreunde Stiller, en 2004 Mando Diao et The Darkness, en 2005 Sido et Farin Urlaub Racing Team, en 2006 Madsen et Death Cab for Cutie, en 2007 Die fantastischen Vier, en 2008 Schandmaul et Anti-Flag, en 2009 Culcha Candela et en 2010 Max Herre et Jennifer Rostock.

### Édition 2011
Pour sa dernière édition, environ 1 600 000 visiteurs sont venus voir 31 groupes sur cinq scènes, dont : Dick Brave and the Backbeats (en)], Razorlight, The Subways, Blumentopf (de), Royal Republic, Monsters of Liedermaching, Jupiter Jones, Friska Viljor, Kraftklub, Itchy Poopzkid, Gallows, F.R. (de), Alin Coen Band (de), Nils Koppruch, Max Prosa, Montana Max, Shiml (de) et Favorite